# Zell am Harmersbach
Zell am Harmersbach là một thị trấn nhỏ thuộc huyện Ortenaukreis, bang Baden-Württemberg, Đức. Nằm giữa dãy núi Rừng Đen và dòng sông Rhine, nơi này trước kia từng là một "Reichsstadt".